# Castello di Amerongen

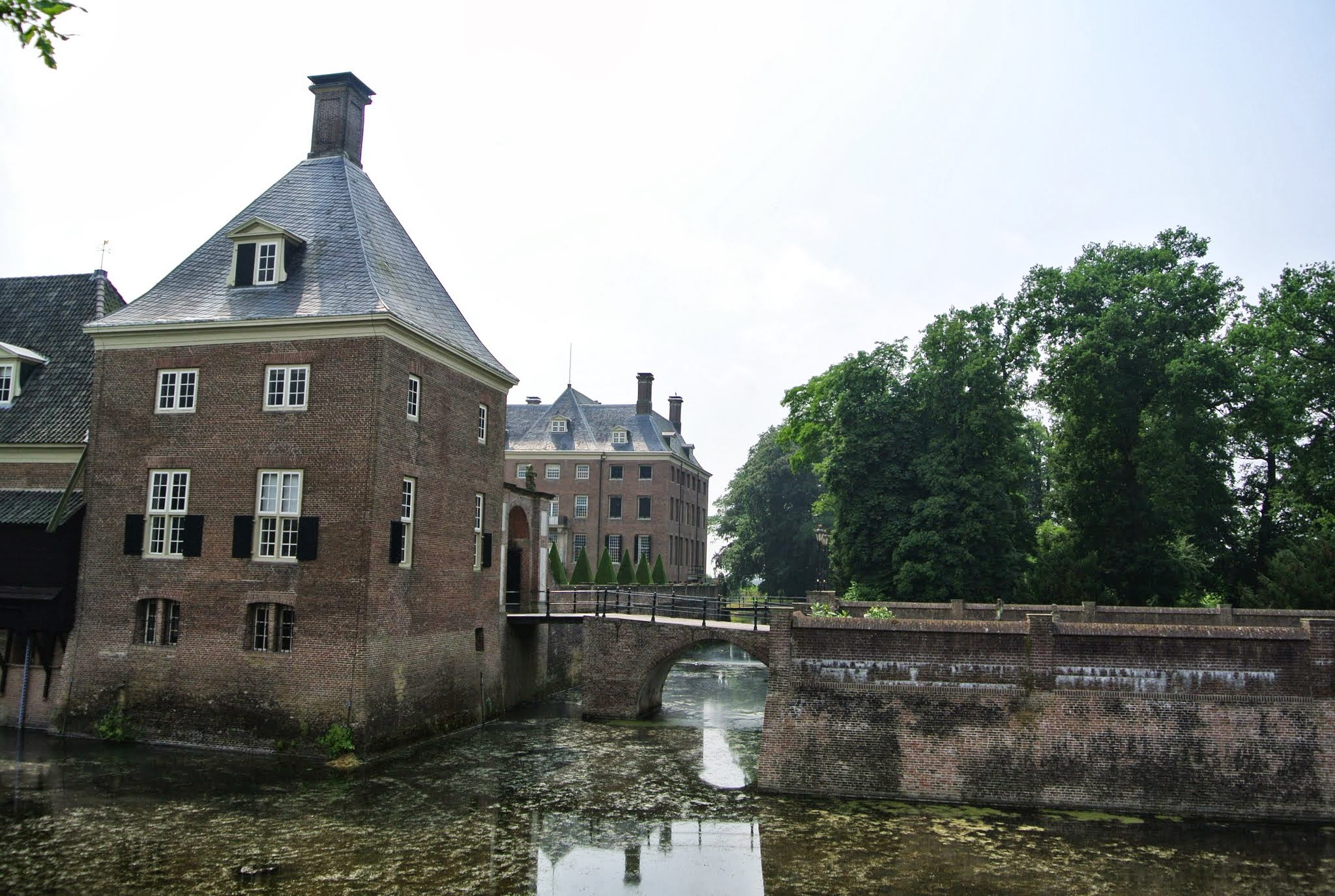
L'ingresso del castello di Amerongen

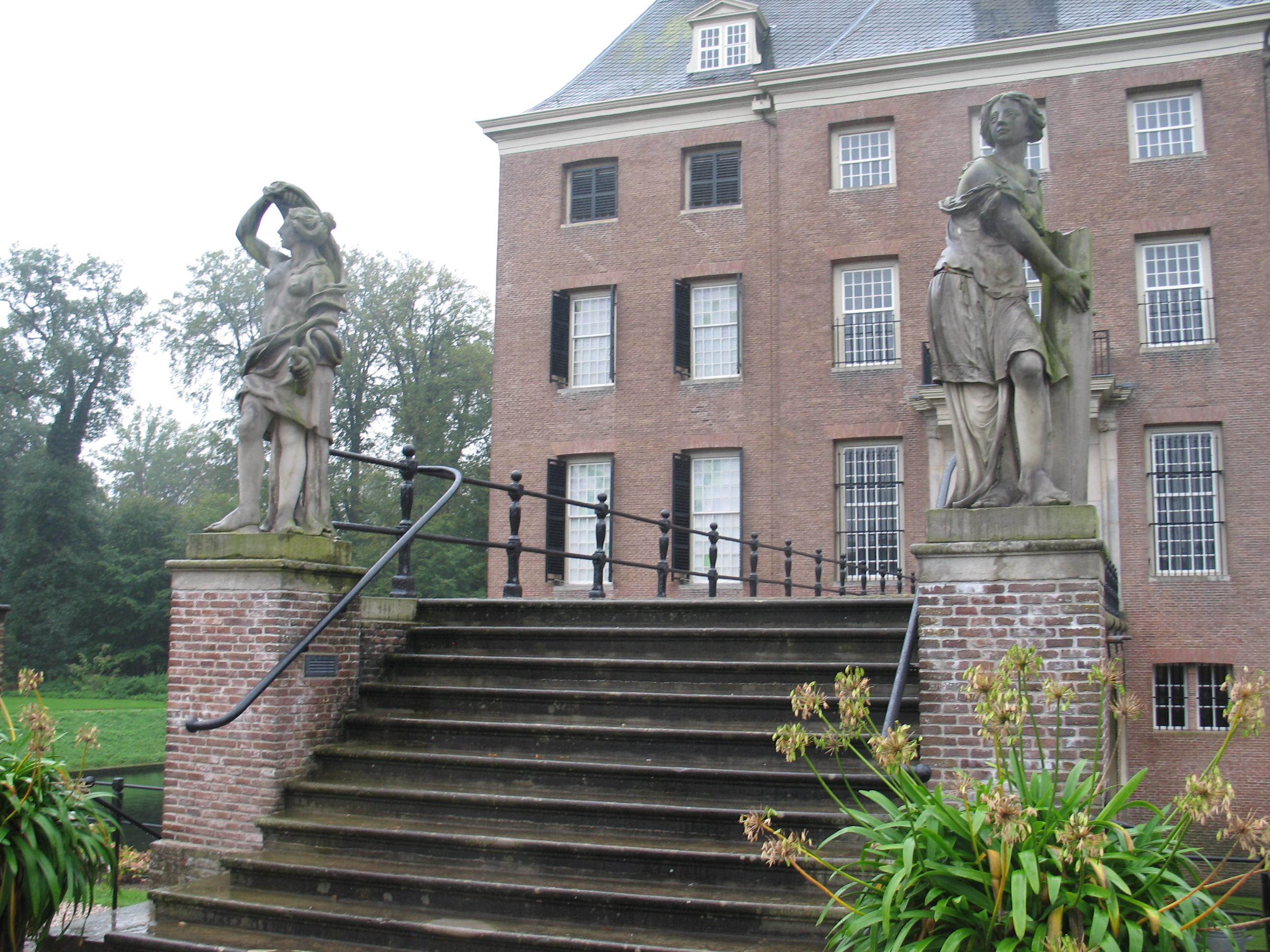
La facciata principale del castello

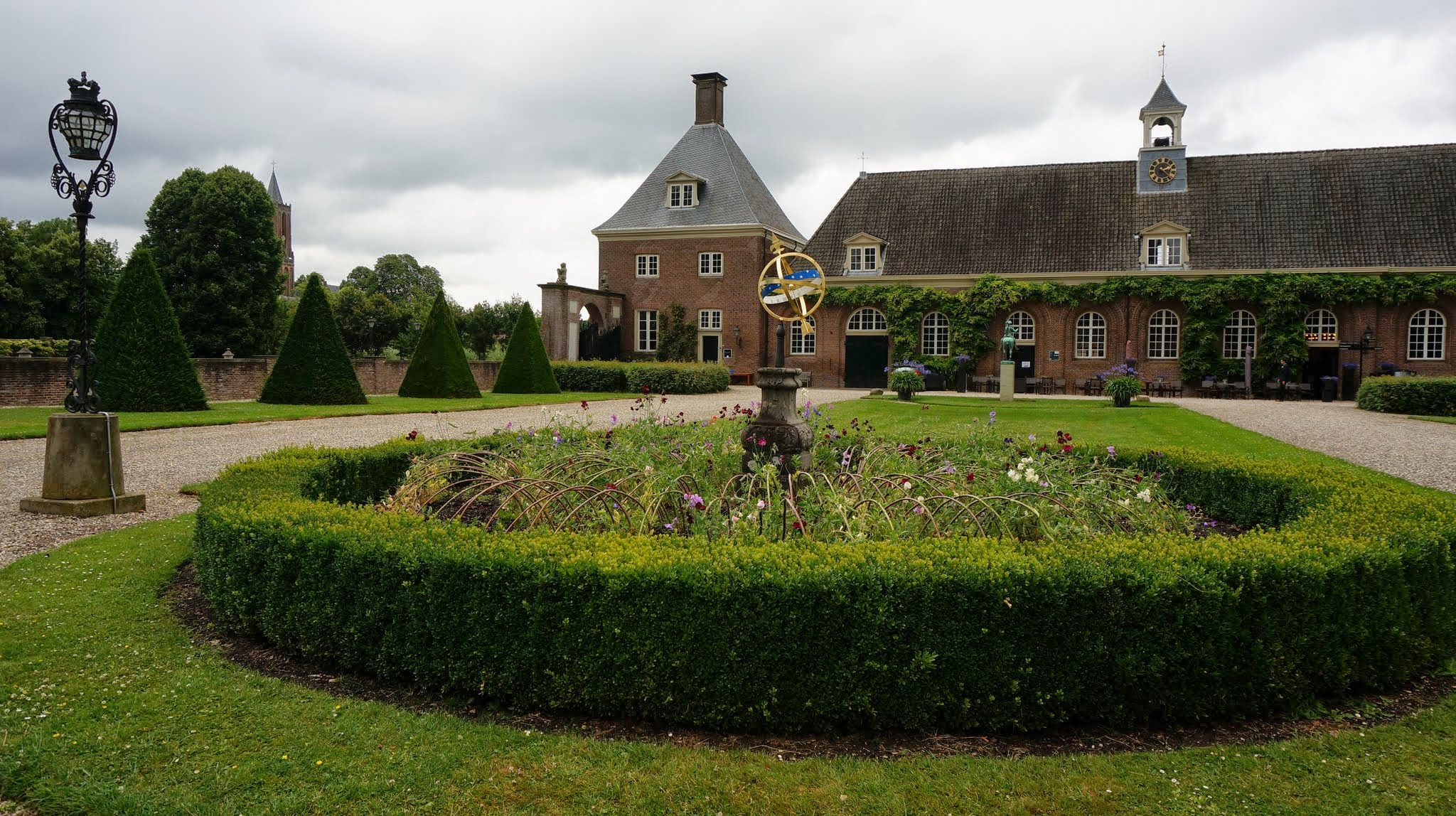
I giardini del castello

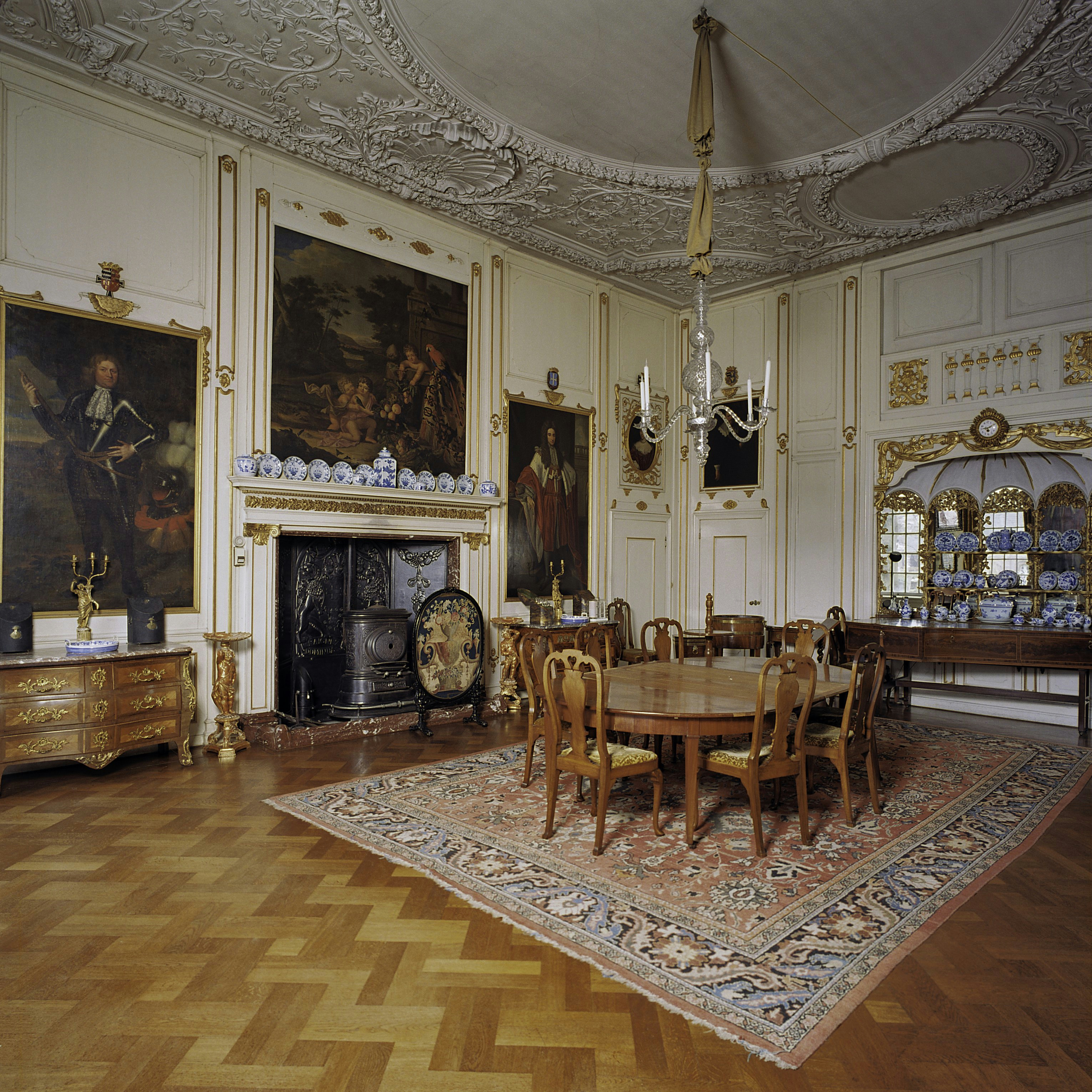
La sala da pranzo del castello

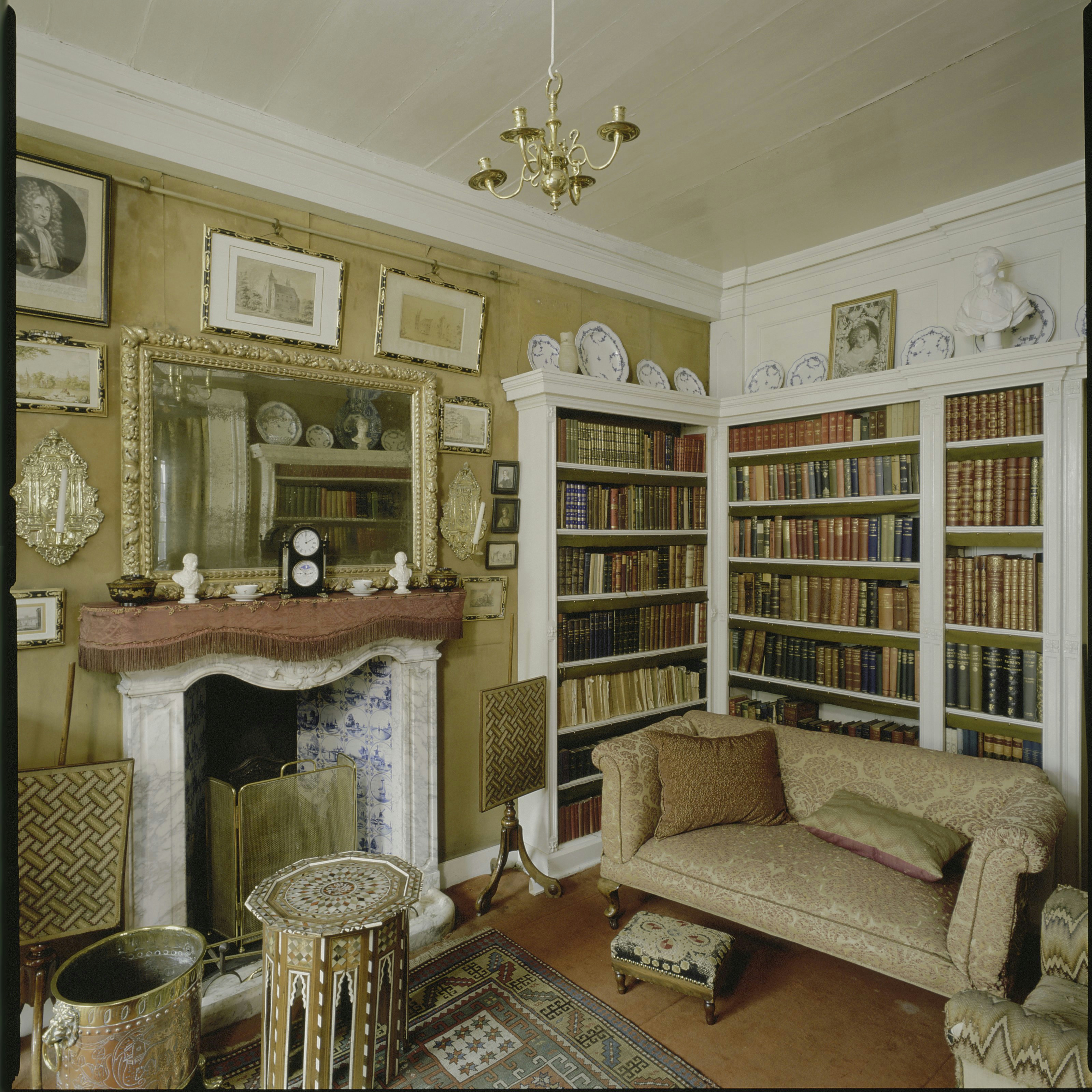
La biblioteca del castello

Il castello di Amerongen (in olandese Kasteel Amerongen)  è un edificio storico della cittadina olandese di Amerongen (comune di Utrechtse Heuvelrug), nella provincia di Utrecht, costruito nella forma attuale tra la fine del XVII secolo e il XVIII secolo, ma le cui origini risalgono alla fine del XIII secolo. Incluso nella lista dei castelli top dei Paesi Bassi e delle Fiandre, fu per circa tre secoli di proprietà della famiglia Van Reede.

## Storia
Il castello originario venne eretto intorno al 1287 fratelli Henric e Diedric Borre su incarico del conte Floris V. In origine si trattava probabilmente di un mastio circondato da un fossato.
Il castello venne in seguito in gran parte distrutto nel 1420 nel corso delle guerre tra Hoeken e Kabeljauwen, durante le quali la città di Amerongen venne messa a ferro e fuoco, e poi completamente distrutto sette anni dopo dalle truppe del conte di Gheldria. Il castello venne quindi ricostruito tra il 1432 e il 1437. 
Il castello divenne quindi nel 1557 di proprietà di Goert van Reede di Saesfeld, dopodiché il castello rimase per circa tre secoli di proprietà della stessa famiglia.
Nel 1584, il castello venne conquistato dalle truppe spagnole e nel 1673, quando l'edificio era di proprietà di Godard Adriaan van Reede e Margaretha Turnor,  venne dato alle fiamme e completamente distrutto dalle truppe francesi.
Il castello venne però fatto ricostruire in stile neoclassico tra la fine del XVII secolo  e il XVIII secolo da Frederik Christiaan van Reede. Alla fine degli XVIII secolo venne inoltre realizzato un giardino all'inglese e agli inizi del XVIII secolo il castello venne arredato con mobili e porcellane da Henriëtte Gravin van Nassau Zuylestein.
In seguito, l'edificio venne ereditato nel 1853 da Elisabeth Mary, che ventisei anni dopo lo cedette al nipote Godard J.G.C., conte di Aldenburg Bentinck. In seguito,  alla fine del XIX secolo, l'architetto Hugo A.C. Poortman venne incaricato di rimodellare i giardini del castello, mentre agli inizi del XX secolo, l'architetto Pierre Cuypers si occupò dell'arredo degli interni del castello.
Al termine della prima guerra mondiale, il conte diede per due anni rifugio nel castello all'imperatore tedesco in esilio Guglielmo II, prima che quest'ultimo trasferisse la propria residenza a Huis Doorn. L'imperatore alloggiava nella cosiddetta "stanza degli arazzi" (Gobelinkamer). 
Nel 1977, il castello venne ceduto dagli eredi di Godard J.G.C., ultimi proprietari privati dell'edificio, allo Stato e l'anno seguente venne aperto al pubblico.
Nel 2011, venne intrapresa un'opera di restauro dell'edificio prima della nuova apertura al pubblico.

## Architettura
Il castello si erge lungo la Drostestraat. L'edificio principale, a forma quadrangolare, si compone di due piani.
Il castello è circondato da giardini la cui architettura si ispira ai giardini del palazzo di Versailles, mentre gli interni dell'edificio sono arredati con mobili del XVII secolo.
Nella torre del castello, è presente un orologio meccanico realizzato nel 1927, mentre all'interno si trova un organo risalente al 1813.

## Nella cultura di massa
Nel 2011, anno di riapertura dell'edificio al pubblico, venne realizzato un cortometraggio, diretto da Saskia Boddeke, sulla vita all'interno del castello all'epoca di Margaretha Turnor e Godard Adriaan van de Reede.